# Wa’ad Arba’ Aratzot
Waʿad Arbaʿ Aratzot (hebräisch וַעַד אַרְבַּע אֲרָצוֹת Waʿad Arbaʿ Aratzōt, deutsch ‚Ausschuss der vier Länder / Vierländersynode‘) war die höchste jüdische Institution zur Selbstverwaltung im Königreich Polen, welche von der Mitte des 16. Jahrhunderts bis 1764 bestand.
Die so genannte Vierländersynode war die Organisation, welche die Gemeinden der vier Provinzen des Königreiches (Großpolen, Kleinpolen, Galizien und Wolhynien) unter anderem gegenüber dem König vertrat und Beschlüsse, die für die jüdische Gemeinschaft bindend waren, verfasste. Der Ausschuss traf sich mindestens zweimal im Jahr während der großen Jahrmärkte von Lublin und Jarosław. Für die Breslauer Messe ernannte der Ausschuss besondere Beamte, die für die Einhaltung der jüdischen Speisevorschriften zuständig waren (siehe Juden in Breslau).

## Geschichte
Der Ausschuss entwickelte sich im 16. Jahrhundert aus regelmäßigen Zusammenkünften von Rabbinern und Vertretern verschiedener Gemeinden des Königreiches Polen und des Großfürstentums Litauen.
Diese trafen sich während wichtiger Messen, um Entscheidungen über strittige Fragen der Rechtsauslegung (Halacha), theologischer Fragen und praktischer alltäglicher Probleme zu lösen. Es wurde auch besprochen, wie die jährlichen Steuern der jüdischen Gemeinschaft an den polnischen und litauischen Staat aufgebracht werden konnten.
1533 wird in einer Urkunde Sigismunds I. eine Entscheidung des Waʿads erwähnt und akzeptiert.
In dieser Zeit scheint sich die Messe in Lublin als wichtigste Versammlung etabliert zu haben. Eine zentrale Rolle spielte damals Rabbi Schalom Schachna.
Die Versammlungen wurden in dieser Zeit meist als Rat der drei Länder bezeichnet, seltener auch als Rat der vier Länder. Es trafen sich Vertreter von Polen (Groß- und Kleinpolen, manchmal getrennt), Litauen und Ruthenien (Wolhynien, Galizien und Podolien).
Um 1580 entwickelten sich die Treffen zu einer festen Institution. 1587 erschien die Bezeichnung Fünfländerrat (Wolhynien und Galizien getrennt).
1623 bildete Litauen einen eigenen Rat und schied aus.
Seit Beginn des 17. Jahrhunderts fanden die Versammlungen regelmäßig in Lublin im Februar und März und in Jaroslaw im Herbst statt. Dazu gab es Treffen an anderen Orten zu anderen Zeitpunkten.
Besonders zwischen 1648 und 1670 gab es viele zusätzliche Versammlungen anlässlich der Massaker des Chmelnitzki-Aufstandes und während des Krieges mit Schweden.
Seit Mitte des 18. Jahrhunderts gab es wachsende Behinderungen von Seiten der Behörden. 1764 fand der Vierländerrat zum letzten Mal in seiner traditionellen Form statt.
Danach trafen sich die Vertreter der Regionen an verschiedenen Orten zu verschiedenen Zeiten, um gemeinsame Entscheidungen zu treffen. So wurde 1772 in Brody der Chassidismus verurteilt und mit einem Bann belegt.
1772 wurde Polen zwischen Preußen, Russland und Österreich zu großen Teilen aufgeteilt. Damit verlor die Versammlung ihre Grundlage.